# مبناگرایی
مبناگرایی (به انگلیسی: Foundationalism) اصطلاحی است در باب نظریه‌های فلسفی معرفت که بر اساس آن فرد مبناگرا معتقد است، دانش باید بر باور موجه یا برخی دیگر از اصول یقینی تکیه کند. مانند نتیجه‌گیری استنباط شده از مبانی بدیهی. رقیب اصلی نظریه مبناگرایی برای توجیه باور، تئوری انسجام توجیه است که به موجب آن دانش نیازی به پایه و اساس یقینی یا بدیهی ندارد، بلکه نیازمند سازواری و انسجام اجزای درونی است، مانند پازلی که بدون یقین قبلی حل می‌شود و هر تکه در جای خودش قرار می‌گیرد.
این اصطلاح در نظریه روابط بین‌الملل در پی آن است که آیا عقاید دربارهٔ جهان می‌تواند در مقابل روش‌های عینی آزمایش گردد. مبناگرایان بر این عقیده‌اند که تمامی ادعاها (در مورد برخی از ویژگی‌های جهان) را می‌توان مورد قضاوت قرار داد که درست هستند یا غلط. کسانی که مخالف این نظر هستند «ضد مبناگرایان» خوانده می‌شوند.

## پی‌نوشت‌ها
1. ↑  مشارکت‌کنندگان در ویکی‌پدیای انگلیسی
2. ↑  Smith, Steve, Ownens Patrica, "Alternative approaches to international relations theory" in "The Globalisation of World Politics", Baylis, Smith and Owens, OUP, 4th ed, p177